# Uloboroïdeus
Els uloboroïdeus (Uloboroidea) són una superfamília d'aranyes araneomorfes. Està constituïda per dues famílies d'aranyes cribel·lades que tenen vuit ulls:
- Dinòpids (Deinopidae)
- Ulobòrids (Uloboridae)